# ハンドルネーム

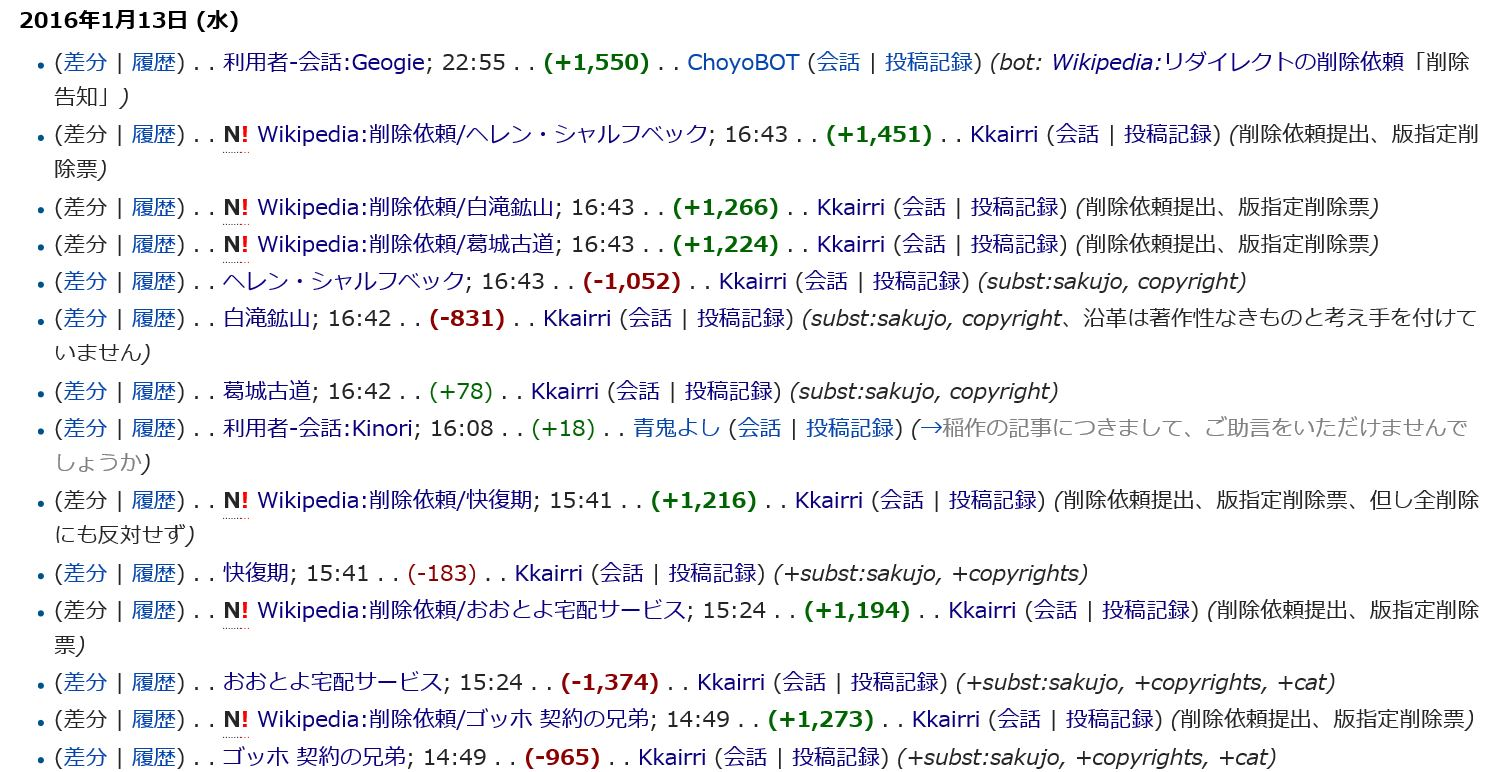
ウィキペディアの投稿記録。投稿者がハンドルネームで示されている。

ハンドルネーム (handle name) 、ハンドル (handle) とは、インターネット上で活動する際に名乗る仮名を指す和製英語。頭文字を取ってHN、またはハンネと略される。インターネットが一般に普及する以前のパソコン通信時代から「ハンドルネーム」という語は使われていた。使い捨てではないものを固定ハンドル（ネーム）、略してコテハン、コテと呼ぶ場合がある。
またアマチュア無線など、インターネット上以外での名前を指す場合もある。個人の匿名性を保つためのニックネームという点において、ペンネームやラジオネームなどと同種のものである。

## 概要
インターネットコミュニティ（電子掲示板、チャット、ブログなど）において、実名での活動は住所を特定されたり、日常生活に影響が出るなどのリスクが高く、ストーカー被害やネットいじめなどから自身や身内の危険を回避し自己防衛するため、ハンドルネームでの活動が広く普及している。

## 用法

### 語誌
オックスフォード英語辞典 (OED) によれば、この用法はまず肩書き・称号を指して使われていた。文献の初出は1833年で、"Mister Coxswain! thanky, Sir, for giving me a handle to my name."（コクスウェインさん！ありがてえです、おれの名前に肩書きをくださいまして） とある 。
ここからさらに、名前を指して使われるようになった。初出は1870年で、"I would rather be called ‘Big-Foot Wallace’ than ‘Lying Wallace’.‥ Such handles to my name would not be agreeable."（「ほら吹きウォレス」よりは「ビッグフット・ウォレス」と呼ばれたい。……そんなあだ名は、私の名には好ましくない）とある。

### アマチュア無線
CB無線やアマチュア無線では自身や他人と「無線上で呼び合う名前」を、「肩書き」や「名前」や「あだ名（ニックネーム）」の意味を持つ英語で「Handle（ハンドル）」と称していた。
しかし、無線熟練者が「ハンドルなに？（名前なに？）」と尋ねたところ、無線初心者が逆に「ハンドルなにって？ああ、ニックネームは○○です。」というようなやりとりや、無線熟練が逆に初心者に対して「ハンドルだけで名前の意味で通ずるのでハンドルとネームで混同しないように」などと用語を解説したつもりが、転じて「ハンドルネーム」となり広く伝わったとされる。これらのやり取りは英会話の場合も、日本語の場合も似たような場面で交わされた（ただし、あくまでインフォーマルな語法である）。
日本アマチュア無線連盟発起人で米国アマチュア衛星通信協会理事を歴任した米田治雄は、アマチュア無線専門誌『CQ ham radio』にて「ハンドルネームと言う英語はないので、ハンドルか、ネームか、どちらかで使って下さい」と語っており、ハンドルネームという語句が浸透してゆく経緯を物語っている。

### 2ちゃんねる
2ちゃんねるなどに代表される匿名掲示板群などでは、一般的に名前欄に空欄で投稿するとその板に設定されている匿名を表す「名無し」となり、「ウィキペディア太郎」と投稿するとハンドルネーム「ウィキペディア太郎」と言うことになる。

### SNS
ソーシャル・ネットワーキング・サービス（SNS）においてもハンドルネームでの活動が一般的であるが、Facebookのように実名でのアカウント登録を義務付け、ハンドルネームでの活動を認めないSNSもある。またmixiでも初期は実名登録を推奨していた。